# Diglossa mystacalis
Diglossa mystacalis  (лат.) — вид птиц из семейства танагровых. Птицы обитают в субтропических и тропических горных влажных лесах, горных кустарниковых зарослях и полянах, на высоте 2000—3800 метров над уровнем моря. Длина тела 14,5 см, масса около 15 грамм.
Выделяют четыре подвида:
- Diglossa mystacalis unicincta — северный Перу на восточных Андах от южного Амасонас и Ла-Либертада южнее до Уануко (западнее и севернее от реки Уальяга), также встречается на западных склонах восточных Кордильер долины реки Мараньон;
- Diglossa mystacalis pectoralis — центральный Перу на склонах Анд от центрального Уануко (восточнее от реки Уальяга) юнее до Паско и Хунин;
- Diglossa mystacalis albilinea — регионы Аякучо, Куско и Пуно (юго-восточный Перу);
- Diglossa mystacalis mystacalis — департаменты Ла-Пас, Кочабамба и западный Санта-Крус в Боливии.